# Michael Jensen (racerförare)
Michael Jensen, född den 5 februari 1975 är en dansk racerförare.

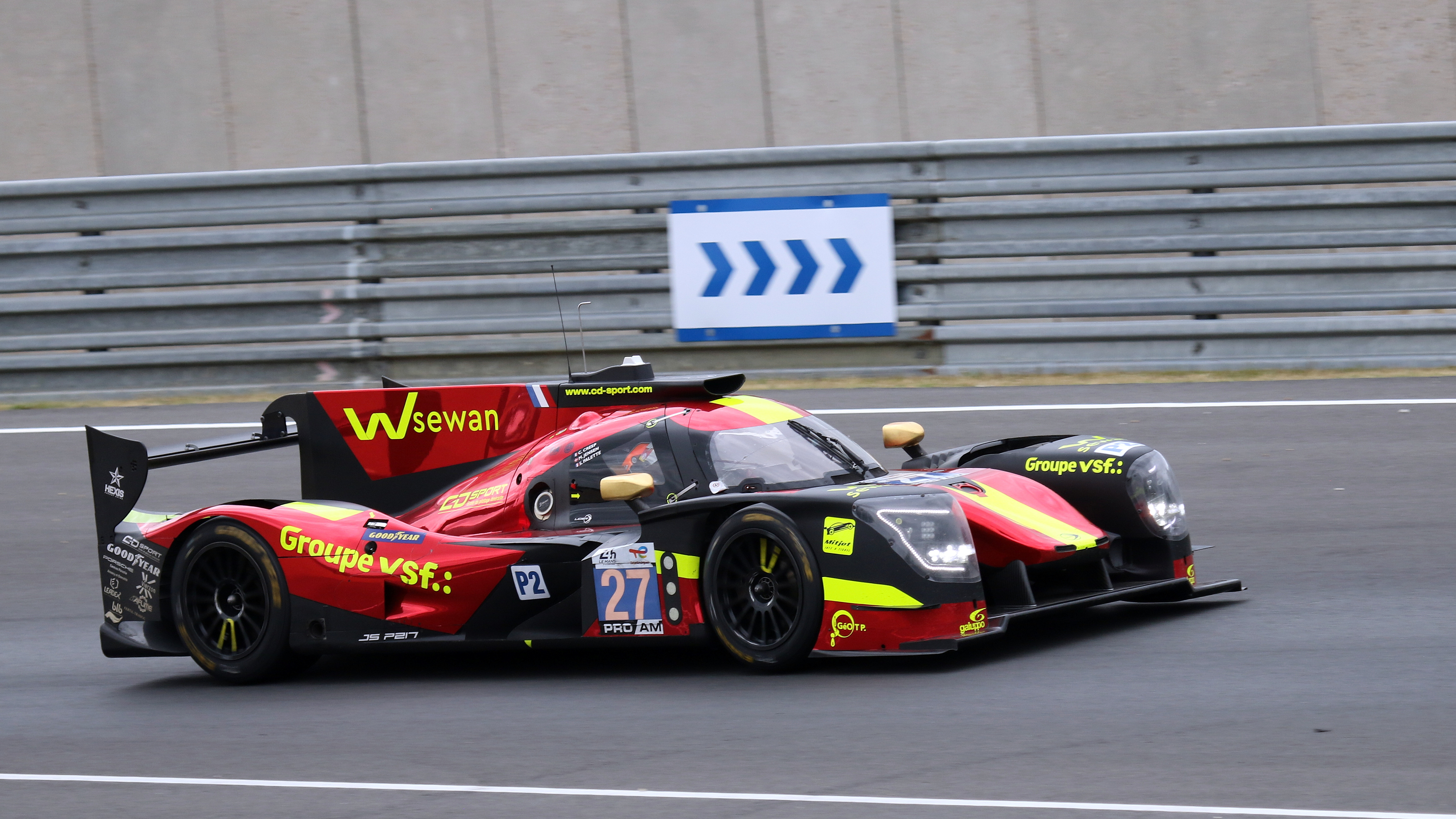
Jensen vid Le Mans 24-timmars 2022.